# John Beattie
John M. Beattie (født 9. april 1957 i London, England) er en engelsk tidligere roer.
Beattie vandt en bronzemedalje for Storbritannien i firer uden styrmand ved OL 1980 i Moskva. De tre øvrige medlemmer af båden var Ian McNuff, David Townsend og Martin Cross. Den britiske båd kom ind på tredjepladsen i finalen, hvor Østtyskland vandt guld, mens Sovjetunionen tog sølvmedaljerne. Han deltog også ved OL 1984 i Los Angeles, som del af den britiske toer uden styrmand, der sluttede på 12. pladsen.
Beattie vandt desuden en VM-bronzemedalje i firer uden styrmand ved VM 1978 i New Zealand.

## OL-medaljer
- 1980:  Bronze i firer uden styrmand